# Squadra Calcio FEDIT 1957-1958
Questa voce raccoglie le informazioni riguardanti la Squadra Calcio FEDIT  nelle competizioni ufficiali della stagione 1957-1958.

## Rosa
| N. |                   | Ruolo | Calciatore        |
| -- | ----------------- | ----- | ----------------- |
|    | Italia (bandiera) | A     | Roberto Balestri  |
|    | Italia (bandiera) | A     | Franco Barbarella |
|    | Italia (bandiera) | C     | Antonio Basso     |
|    | Italia (bandiera) | P     | Mauro Benvenuti   |
|    | Italia (bandiera) | D     | Ferruccio Bimbi   |
|    | Italia (bandiera) | A     | Ignazio Caruso    |
|    | Italia (bandiera) | C     | Giulio Ceresi     |
|    | Italia (bandiera) | D     | Aleandro Cosi     |
|    | Italia (bandiera) | C     | Franco Di Napoli  |
|    | Italia (bandiera) | D     | Piero Garzelli    |
|    | Italia (bandiera) | C     | Licio Genero      |

| N. |                   | Ruolo | Calciatore           |
| -- | ----------------- | ----- | -------------------- |
|    | Italia (bandiera) | P     | Giuseppe Leonardi    |
|    | Italia (bandiera) | A     | Antonio Lignini      |
|    | Italia (bandiera) | A     | Giancarlo Magnavacca |
|    | Italia (bandiera) | C     | Ottavio Morgia       |
|    | Italia (bandiera) | A     | Giuseppe Nuoto       |
|    | Italia (bandiera) | C     | Rodolfo Panizza      |
|    | Italia (bandiera) | D     | Silvano Scarnicci    |
|    | Italia (bandiera) | C     | Antonio Schiavoni    |
|    | Italia (bandiera) | A     | Giuseppe Taddei      |
|    | Italia (bandiera) | C     | Antonio Tomassoni    |
|    | Italia (bandiera) | A     | Valentino Valli      |